# Liste des maires de Clermont (Oise)
Cet article dresse une liste par ordre de mandat des maires de Clermont.

## Liste des maires

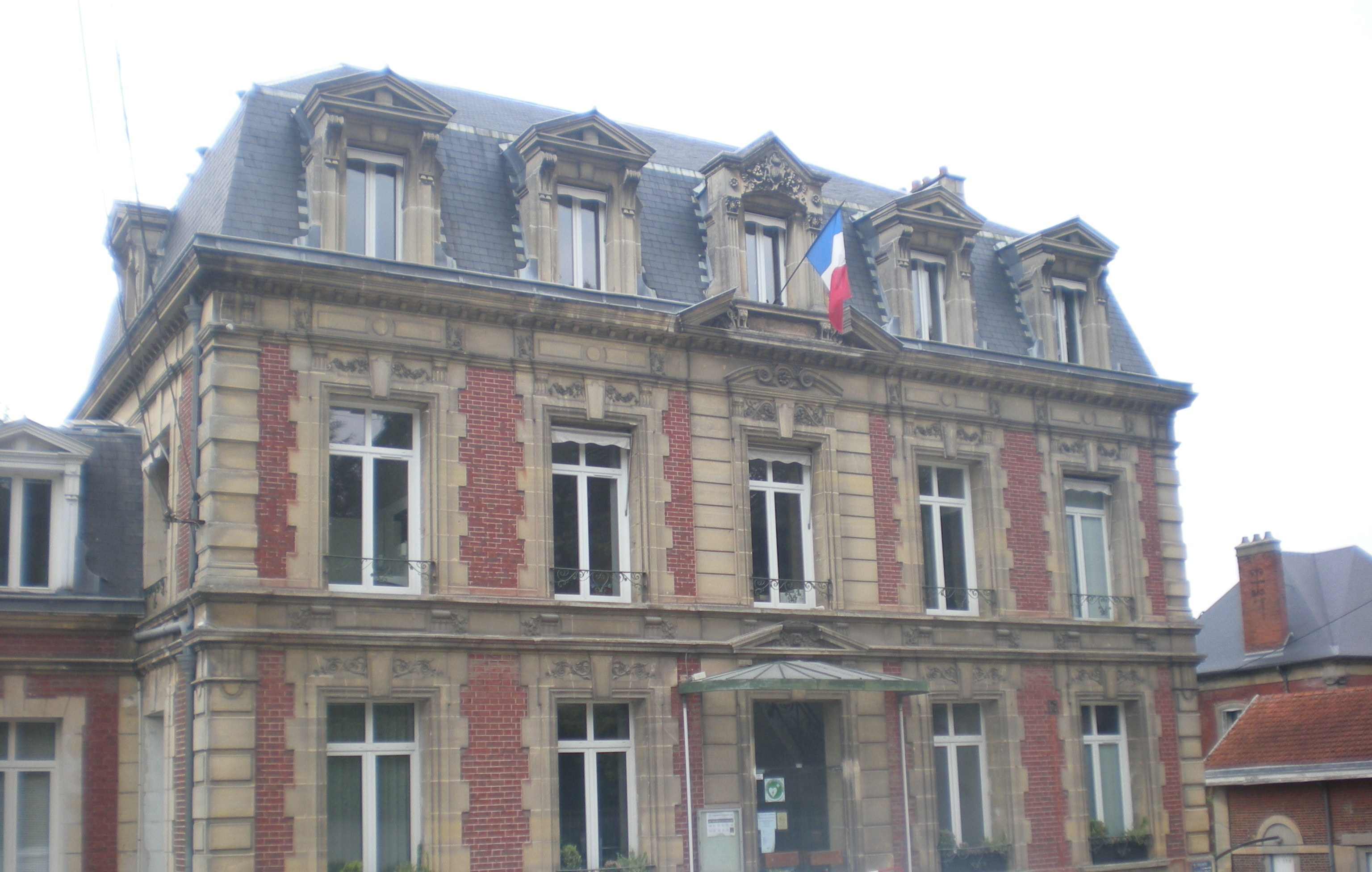
L'hôtel de ville de Clermont.

| Période                                  | Période | Identité                                                            | Étiquette | Qualité |
| ---------------------------------------- | ------- | ------------------------------------------------------------------- | --------- | ------- |
| Les données manquantes sont à compléter. |         |                                                                     |           |         |
| 1704                                     | 1711    | François Greylier                                                   |           |         |
| 1711                                     | 1717    | Philippe Tavernier de Boullongne                                    |           |         |
| 1717                                     | 1724    | Nicolas Cuvelier                                                    |           |         |
| 1724                                     | 1736    | Charles Le Gras                                                     |           |         |
| 1736                                     | 1737    | Pierre Oudin Lefebvre                                               |           |         |
| 1737                                     | 1754    | François Syvestre Lhoyer                                            |           |         |
| 1755                                     | 1758    | François Picherau                                                   |           |         |
| 1758                                     | 1760    | Louis Parmentier de la Motte                                        |           |         |
| 1760                                     | 1763    | François Pierre Chardon                                             |           |         |
| 1763                                     | 1765    | Joseph Samson Bosquillon d'Amerval                                  |           |         |
| 1765                                     | 1768    | Jean François Chrestien de Beaumini Henri Louis Geffroy d'Alencourt |           |         |
| 1768                                     | 1771    | Antoine Louis Armand Havart de Sassevalle                           |           |         |
| 1771                                     | 1779    | Claude François Chrestien de Sainte Berthe                          |           |         |
| 1779                                     | 1783    | Claude François Levasseur d'Armanville                              |           |         |

| Période       | Période                      | Identité                                 | Étiquette   | Qualité |
| ------------- | ---------------------------- | ---------------------------------------- | ----------- | --- |
| 1789          | 1790                         | Antoine Louis Armand Havart de Sessevale |             | |
| 1790          | juillet 1791                 | Antoine Auguste Rodriguez                |             | |
| juillet 1791  | novembre 1791                | Jean Gorlin                              |             | |
| novembre 1791 | décembre 1792                | Michel Gaétan Verdier                    |             | |
| décembre 1792 | août 1793                    | Jean François Castoul                    |             | |
| août 1793     | décembre 1794                | Claude Josheph Tournier                  |             | |
| décembre 1794 | 1795                         | Marc Antoine Duvivier                    |             | |
| 1795          | 1795                         | Couttu-Maillard                          |             | |
| 1795          | 1801                         | Chrétien dit Flore                       |             | |
| 1801          | 1808                         | Pierre Michel Darcourt                   |             | |
| 1808          | 1830                         | Jean Pierre Chrétien dit Beaumini        |             | |
| 1830          | 1846                         | Marie Thomas Dugay du Faÿ                |             | |
| 1846          | 1848                         | Marc Antoine Duvivier                    |             | |
| 1848          | 1853                         | Jean Isidore Caffin                      |             | |
| 1853          | 30 avril 1878                | Marc Antoine Duvivier                    |             | |
| 30 avril 1878 | 7 mai 1878                   | P.S Féret                                |             | |
| 7 mai 1878    | 1884                         | Josheph Noel Descuignères                |             | |
| 1884          | 1888                         | Alexandre Félix Ménard                   |             | |
| 1888          | 1892                         | Josheph Descuignères (1814-1895)         | Républicain | Médecin |
| 1892          | 1899                         | Eugène Fortin                            |             | |
| 1899          | 1904                         | Florentin Maximilien Gueudré             |             | |
| 1904          | janvier 1908                 | Eugène Fortin                            |             | |
| janvier 1908  | mai 1908                     | Juste Vaillant                           |             | |
| mai 1908      | 1912                         | Achille Moreau                           |             | |
| 1912          | 1922                         | Jean Marie Saintdenis                    |             | |
| 1922          | 1925                         | Juste Vaillant                           |             | |
| 1925          | 1929                         | Léon Lecomte                             |             | |
| 1929          | 1935                         | René Louis Swynghedauw                   |             | |
| 1935          | 1944                         | Docteur Bouchard                         |             | |
| 1944          | 1947                         | Eugène Delahoutre                        | MRP         | Notaire, résistant Nommé président de la délégation municipale de Clermont à la Libération Conseiller général de Clermont (1945 → 1958) Député de l'Oise (1945 → 1951)                                     |
| 1947          | 1953                         | Pierre Michaux                           |             | |
| 1953          | 1971                         | Jean Bouet                               |             | |
| 1971          | 1983                         | Robert Rouzier                           |             | |
| 1983          | octobre 2001                 | André Vantomme                           | PS          | Inspecteur des domaines Sénateur de l'Oise (2001 → 2011) Conseiller général de Clermont (1982 → 2015) Vice-président du conseil général de l'Oise Démissionnaire à la suite de son élection comme sénateur |
| octobre 2001  | avril 2004                   | Claude Gewerc                            | PS          | Courtier en tissus, VRP Président du conseil régional de Picardie (2004 → 2015) Démissionnaire à la suite de son élection comme président du conseil général de l'Oise                                     |
| avril 2004    | En cours (au 8 juillet 2020) | Lionel Ollivier                          | PS          | Proviseur Président de la CC du Clermontois (2014 → ) Réélu pour le mandat 2020-2026 |